# Txema Guijarro
Pour les articles homonymes, voir Guijarro.
Pour les articles homonymes, voir José María García et García.
José María Guijarro García, né le 15 avril 1975, est un homme politique espagnol membre de Podemos puis de Sumar.
Il est élu député de la circonscription de Valence lors des élections générales de décembre 2015.

## Biographie

### Profession
José María Guijarro García est titulaire d'une licence en économie par l'Université autonome de Madrid.
Après l'élection de Rafael Correa à la présidence de l'Équateur, il travaille pendant huit ans à ses côtés.

### Carrière politique
Il est membre de l'équipe chargée du programme de Podemos.
Le 20 décembre 2015, il est élu député pour Alicante au Congrès des députés et réélu en 2016.